# 男男性交易

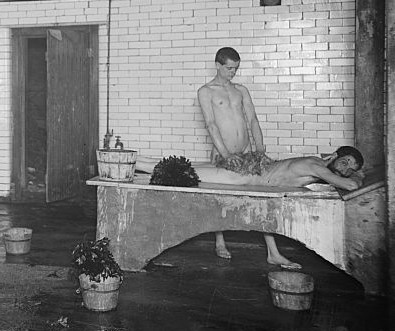
一名在土耳其浴場工作的男妓正在為客人擦背，拍攝於1884年

男男性交易是指由男妓以男性為對象提供的有償性服務。
由於提供服務的大都是為了金錢的年輕男性，因此在中國大陸、香港、台灣、日本、韓國等同性戀社群中，這類男妓常被稱為“Money Boy”或“MB”，又俗稱“鵝”，於古代則被稱為「相公」、「小倌」。诸多国家和地区有此行業，由于各国司法实践具体情况差异，男男性交易有比较公开与隐蔽之分。

## 各地的情況

### 香港
香港對色情行业的法律有漏洞，“一楼一凤”正是此产物，在香港男男商业性行为的法律约束和管制：与未满16周岁的男孩子发生性行为（肛交行为）屬鸡奸和猥亵罪；於公眾地方，包括網上招攬生意，可以其他法檢控。

### 中國大陸
部分有门店的男性保健企业实施男男性行为以促进盈利。中国法律实践比较严格，商家宣传都谨慎隐蔽，各家透漏信息的手法表面不同。例如有招聘“志同道合”按摩技师，按摩学员的男子按摩中心；有展示生殖保健按摩示意图的XXX男子健康会馆等。

### 日本
在日本，這一類男妓通稱為「賣專（ウリ専）」、「賣專Boy（ウリ専ボーイ）」或「Boy（ボーイ）」，意思就是「專供買賣的年輕人」。男男的商業行為在日本是非常公開地進行的。在東京的新宿二丁目或是大阪的堂山町等的同志村，有很多提供這種服務的店舖公開地營業，而在同性戀雜誌或互聯網上也很容易找到這類的廣告和資訊。而在其他札幌、福岡等日本的大城市也有這些行業的存在。
以前類店舖大多以酒吧的形式經營，顧客在店舖中遇上合意的Boy以後再到其他地方交易。但是最近除了外出以外，在店內有房間供客人使用的店舖也有增加的傾向。
價格方面日本男妓比一般女性便宜，大概是每小時一萬日圓左右。而這類店舖一般都非常注意（比較的）安全性行為，不單在肛交時強制使用安全套，甚至在口交時也強制使用，又或是服務前要求簡單檢查有沒有性病的情況也不少見。當然，作為性交易的風險始終不容忽視。
由於從事賣專的人越來越多，而行業的活動也日漸公開，另一些有名的藝人或運動員被指曾做過賣專，因此賣專現象在日本越來越受關注。

## 以男男性交易為內容的創作

### 書籍
- 《慕霆》-雨虹作-中国大陸
- 《孽子》 - 白先勇作 - 台灣
- 《新宿二丁目ウリセン物語》 - 飛川直也作 - 日本
- 《新宿二丁目ウリセン・ボーイズ》 - 飛川直也作 - 日本

### 電視劇
- 《孽子》 - 公視 - 台灣

### 電影
- 《藍宇》 - 關錦鵬導 - 香港
- 《美少年之戀》 - 楊凡導 - 香港
- 《Money Boy日記》- 崔子恩導 - 中國大陸